# Чужая (фильм, 2010)
«Чужая» — российский фильм режиссёра Антона Борматова по одноимённой книге Владимира Нестеренко.

## Сюжет
Основное действие происходит осенью 1993 года, на протяжении двух недель.
После одной из разборок молодой бандит Артур по прозвищу Бабай, работающий на киевского криминального авторитета Рашпиля, попадает в тюрьму. Опасаясь, что тот может выдать других и в том числе его самого, Рашпиль посылает четверых своих людей за сестрой Бабая Анжелой по прозвищу Чужая — её присутствие должно обеспечить молчание Бабая.
Шустрый, Сопля, Гиря и руководитель группы Малыш приезжают в Прагу, где при помощи знакомого Рашпиля по прозвищу Карасик выходят на русских сутенёров, у которых должна была работать Чужая. Однако те продали её цыганам, также сутенёрам. Во время налёта на дом цыган Чужую удаётся отбить, однако Сопля получает ранение и остаётся в Праге, где впоследствии садится в тюрьму. Малыш делает Чужой поддельный паспорт (её паспорт сожгли цыгане). Затем они по отдельности добираются до Братиславы: Чужая, Гиря и Шустрый едут на поезде, а Малыш — на фуре (с двойным дном) и собираются вместе в мотеле. В дороге Чужую сопровождает Шустрый, они становятся любовниками, и Чужая подговаривает его вернуться на Украину вдвоём, без остальных. В мотеле Шустрый убивает Малыша и Гирю.
Вернувшись в свой город, Чужая и Шустрый нападают на хранителя бандитского общака и забирают все деньги. Чужая предлагает Шустрому убрать Рашпиля, её главного врага, и уехать за границу. Через охранника Рашпиля она узнаёт, когда тот пойдёт на встречу с другими авторитетами. После встречи Шустрый убивает охранника и стреляет в Рашпиля, однако тот также успевает ранить Шустрого.
Проходит несколько лет. Сопля, вернувшись из чешской тюрьмы, узнаёт о случившемся и решает отомстить Чужой за погибших друзей, для чего просит знакомого раздобыть ему пистолет. (Становится известно, что Чужая за эти годы занялась бизнесом и держит два ночных клуба и рестораны). Сопля проникает в дом Чужой и там её убивает. Вскоре Шустрый, который осуждён на 20 лет, встречается в колонии с Бабаем, и они обсуждают, что от Чужой давно не приходили посылки. Бабай рассказывает о происхождении клички Анжелы — «дракон такой, с кислотой вместо крови. Яйца в людей ещё откладывал». Позднее в титрах поочерёдно показаны все, за исключением Бабая, участники основных событий фильма на прозекторском столе морга, в том числе Сопля с перерезанным горлом и Шустрый со следами от петли на шее.

## В ролях
| Актёр                  | Роль                   |
| ---------------------- | ---------------------- |
| Наталья Романычева     | Анжела («Чужая»)       |
| Кирилл Полухин         | Андрюха («Малыш»)      |
| Анатолий Отраднов      | «Гиря»                 |
| Евгений Мундум         | «Рашпиль»              |
| Александр Голубков     | Толя («Сопля»)         |
| Евгений Ткачук         | Женя («Шустрый»)       |
| Александр Большаков    | «Китаец»               |
| Сергей Жарков          | охранник «Рашпиля»     |
| Дмитрий Ратомский      | «Бабай»                |
| Ольга Бынкова          | проститутка            |
| Руслан Келин           | «русский нарк»         |
| Ацамаз Байкулов        | «Татарин»              |
| Сергей Внуков          | «Жид»                  |
| Дмитрий Поднозов       | «Карасик»              |
| Виталий Жарков-Галицев | «Робо» цыганский барон |

## Съёмочная группа
| Режиссёр-постановщик            | Антон Борматов                              |
| Авторы сценария                 | Сергей Соколюк, Владимир Нестеренко         |
| Продюсеры                       | Константин Эрнст, Игорь Толстунов           |
| Операторы-постановщики          | Дмитрий Кувшинов, Анастасий Михайлов        |
| Композитор                      | Юрий Дементьев                              |
| Музыкальный редактор            | Олег Пшеничный                              |
| Оператор steadicam              | Андрей Голованов                            |
| Художники-постановщики          | Галия Садарова, Олег Ухов                   |
| Художник по костюмам            | Елена Дронова                               |
| Художники по гриму              | Елена Хабарова, Юлия Денисова               |
| Режиссёр монтажа                | Юлия Баталова                               |
| Вторые режиссёры                | Наталья Федотова, Екатерина Молочная        |
| Постановщик трюков              | Антон Смекалкин                             |
| Звукорежиссер                   | Игорь Гоцманов                              |
| Супервайзер визуальных эффектов | Дмитрий Котрушенко                          |
| Исполнительные продюсеры        | Алексей Агеев, Дмитрий Корж, Михаил Котомин |

Несколько эпизодов фильма продюсер Константин Эрнст снял сам в качестве режиссёра.

## Песни, прозвучавшие в фильме
| Песня                      | Исполнитель             |
| -------------------------- | ----------------------- |
| «Бухгалтер»                | Комбинация              |
| «Ты не ангел»              | Алексей Глызин          |
| «Белый Мерседес»           | Маша Распутина          |
| «Как ты живёшь без меня»   | Владимир Кузьмин        |
| «Лондон, гудбай!»          | Кар-Мэн                 |
| «Скажи мне правду, атаман» | Татьяна Буланова        |
| «Горькое похмелье»         | Кристина Орбакайте      |
| «Нам не дано»              | Hi-Fi                   |
| «The Power»                | Snap!                   |
| «Nenapovídej»              | Michal David            |
| «Felicità»                 | Аль Бано и Ромина Пауэр |
| «What Time Is Love?»       | The KLF                 |

## Отзывы
- Медиаидеолог Марина Леско в газете «Новый взгляд»[2]:

…несмотря на эффектные перестрелки и потоки крови, фильм «Чужая» не про бандитов. А про женщину. Бегущую к своему счастью по кровавым волнам, с вдохновением и хладнокровием, достойными иного применения. Выбор темы и трактовка центрального (и единственного…) женского образа картины симптоматичны. «Чужой» героиню прозвали не случайно — она поражает бесчеловечностью даже коллег за что и получает это «погоняло» в честь существа, порождённого Ридли Скоттом.
- Журналист Михаил Леонтьев в предисловии к книге «„Взгляд“ — битлы перестройки»[3]:

Что может Эрнст, он доказал не только в телевидении… «Чужая» — собственноручная вивисекторская работа невиданной в нашем кино точности.
- Киновед Алексей Гусев, обозревая фильм в своей статье для журнала «Город 812», озвучил окружавшие картину слухи о том, что большинство сцен «поставил самолично Константин Эрнст, использовавший дебютанта Антона Борматова для прикрытия»[4]. В пользу этого он указал безукоризненное чувство стиля и явную синефильскую насмотренность, чувствующиеся в фильме и соответствующие образу Эрнста эпохи программы «Матадор». Рецензируя следующую работу Борматова, фильм «Околофутбола», Гусев признал многие тогдашние наблюдения обоснованными: «Настолько разучиться профессии всего за три года нельзя даже на очень сильных препаратах. Да и не в фамилиях дело; просто-напросто фильмы „Чужая“ и „Околофутбола“, вопреки прокатной документации, делали совершенно разные люди, кто бы они ни были. Один умел снимать кино, другой — нет»[5].